# Indiana Jones und der Stein der Weisen
Indiana Jones und der Stein der Weisen (Originaltitel Indiana Jones and the Philosopher’s Stone) ist ein 1995 veröffentlichter Abenteuerroman von Max McCoy; die deutschsprachige Ausgabe erschien 1997. Es handelt sich um den ersten von insgesamt vier zwischen 1995 und 1999 veröffentlichten Indiana-Jones-Romanen des Autors. In diesem versucht der Archäologe und Abenteurer Indiana Jones das gestohlene Voynich-Manuskript wiederzubeschaffen, das Hinweise zur Herstellung des sagenhaften Steins der Weisen enthält.

## Handlung
1933: In Britisch-Honduras begibt sich Indiana Jones in die verschollene Stadt von Cozán, die zuletzt 1867 von Richard Francis Burton gesehen wurde, seitdem jedoch vom Dschungel verschlungen worden ist. Es gelingt ihm in den dortigen Tempel vorzustoßen, wo er auf einen äußerst kunstvoll gefertigten Kristallschädel stößt, der nicht von den Mayas stammen kann, sondern einer viel älteren Kultur angehören muss. Sein Fund wird ihm jedoch von einem plötzlich aufgetauchten Mann, der sich als Leonardo Sarducci vorstellt, gewaltsam weggenommen. Jones kann aus der Anlage entkommen, sein Führer weist ihn jedoch auf einen Fluch hin, welcher der Überlieferung nach mit dem Kristallschädel verbunden ist: Man wird das töten, was man liebt.
Zurück in New Jersey wird Jones, der als Professor an der Princeton University arbeitet, vor einer Vorlesung von Mitarbeitern des FBI aufgesucht, die seine Hilfe bei der Rückerlangung des kürzlich gestohlenen Voynich-Manuskripts haben wollen. Jones zeigt sich jedoch ablehnend, woraufhin Druck auf die Leitung der Universität ausgeübt wird: Jones’ Vorgehen in Britisch-Honduras wurde von der britischen Regierung scharf kritisiert. Ihm wird daher nahegelegt, ein vorgefertigtes Schreiben zu unterschreiben, nach dem er freiwillig seinen Dienst kündigt. Jones sieht sein Handeln nicht als falsch an und verweigert die Unterschrift, woraufhin er entlassen wird.
Auf der Suche nach einer Unterkunft, wo er die nächsten Tage unterkommen und sich überlegen kann, wie er nun weitermachen soll, wird ihm von einem Bettler eine Unterkunft in der Nähe nahegelegt. Vor Ort sieht Jones, dass es sich um ein Antiquariat handelt. Er klopft, wird vom Besitzer jedoch zuerst zurückgewiesen, weil dieser denkt, dass Jones zu jenen Leuten gehört, die ihn zuvor bereits aufgesucht haben, um Informationen über das Voynich-Manuskript zu erlangen. Jones klärt das Missverständnis auf und bekommt ein Zimmer. Er fragt den Besitzer nach dem Voynich-Manuskript und erfährt einige Hintergründe darüber. Dessen Meinung nach handelt es sich um die Abschrift einer sehr viel älteren Schrift alchemistischer Natur, die eine Anleitung zur Herstellung des Steins der Weisen beinhaltet. Jones enthält auch den Hinweis, dass einer seiner Kunden, ein in London lebender Mann namens Alistair Dunstin viel über das Manuskript weiß.
Am nächsten Morgen entschließt sich Jones, sich telefonisch beim FBI zu melden und nun doch mit ihm zusammenzuarbeiten. Um möglichst rasch nach Europa zu kommen, wird ihm ein Flug mit einem Luftschiff gebucht. Vor dem Abflug wird ihm noch eine vertrauliche Mappe mit Unterlagen gegeben. Darin ist auch zu lesen, dass jener Leonardo Sarducci, der ihm den Kristallschädel abgenommen hat, ein angesehener Experte für die Renaissance ist, allerdings im faschistischen Italien eine hohe Position im Staat bekleidet. Jones weiß nun, dass auch die Faschisten Interesse am Stein der Weisen haben.
In London begibt sich Jones in das Britische Museum, wo er Dunstin zu finden hofft. Dort stößt er jedoch nur auf dessen in der Bibliothek arbeitende Schwester Alecia Dunstin, von der er erfährt, dass ihr Bruder seit einigen Tagen spurlos verschwunden ist. Man vermutet, dass er mit dem Diebstahl der Schrift zu tun hat, was Alecia jedoch nicht glaubt, da ihr Bruder in der gemeinsamen Wohnung eine vollständige Fotokopie des Werkes zur Verfügung hatte. Als sie sich später in Alecias Wohnung befinden, werden sie erneut von Italienern angegriffen und müssen fliehen. Sie flüchten sich auf ein Müllschiff auf der Themse, jedoch gelingt es den Faschisten trotzdem, sie dort ausfindig zu machen. Jones und seiner Begleiterin gelingt es jedoch, heimlich in das auf dem Wasser gelandete italienische Flugzeug zu steigen und sich im Transportraum versteckt nach Rom bringen zu lassen. Dort suchen sie im Museum Sarducci in seinem Büro auf, um mehr über den Verbleib von Alecias Bruder zu erfahren. Dieser hat sie bereits erwartet, von ihm erfahren sie jedoch nur, dass sich Alistair Dunstin „unter der roten Sonne“ befindet. Als sie das Gebäude verlassen wollen, stellen ihnen erneut Sarduccis Schergen nach. Auf der Flucht sieht Jones in einer Vitrine den Kristallschädel ausgestellt stehen, will ihn mitnehmen, kommt jedoch nicht durch das kugelsichere Glas. Nach ihrer Flucht suchen sie den Vatikanstaat auf, wo Jones’ Kollege Charles Rufus Morey in den Archiven Recherchen betreibt. Mit ihm unterhalten sie sich über das Voynich-Manuskript und erfahren, dass die rote Sonne über dem Roten Meer scheint, womit ersichtlich ist, dass sich Alecias Bruder im italienischen Libyen befinden muss.
Mit der Hilfe eines Waffenschmugglers, der sowohl die italienische Kolonialmacht als auch die sich gegen die Besatzer wehrenden einheimischen Stämme versorgt, erreichen Jones und Alecia Nordafrika. Sie gelangen zum Lager der Italiener, wo sie Alistair vermuten. Jones schleicht sich im Schutz der Dunkelheit nach drinnen und findet Alecias Bruder, mit dem er sich zurück nach draußen begeben will. Alistair weist ihn jedoch darauf hin, dass das Gebiet vor dem Lager vermint ist; Jones hatte offensichtlich Glück, unbeschadet in das Lager gelangt zu sein. Alistair übernimmt die Führung und tastet vorsichtig mit einem Messer den Sand ab und markiert dort befindliche Minen. Durch den dadurch entstandenen Zeitverlust werden jedoch die Italiener auf sie aufmerksam, die sie schließlich auch gefangen nehmen. Es stellt sich heraus, dass es gar keine Minen gab, Alistair spielte dies Jones nur vor. Er ist der Meinung, dass der Faschismus sich weiter ausbreiten werde und hält es für sinnvoll, sich jetzt schon auf dessen Seite zu stellen. Sarducci, der sich ebenfalls in Libyen befindet, untersucht Alecias Rücken, auf dem eine Karte eintätowiert ist, durch die mit Hilfe des Voynich-Manuskripts die Lage des Grabs des Hermes, wo sich der Stein der Weisen befindet, ermittelt werden soll. Als Jones von den italienischen Soldaten hingerichtet werden soll, kommt es jedoch zu einem Angriff der Einheimischen. Jones und seine Begleiter fliehen gemeinsam mit einheimischen Kriegern und Jones’ altem Freund Sallah, der hinzugekommen ist, nach Osten in Richtung der ägyptischen Grenze, wo sie und ihre italienischen Verfolger von einem Sandsturm überrascht werden. Dabei kommen einige Männer ums Leben, von den Italienern gibt es danach keine Spur mehr.
Mit dem Manuskript, das Jones bei der Flucht Sarducci entwendet hat, und der eintätowierten Karte gelingt es ihnen, den Standort des Hermes-Grabs zu berechnen. Bereits auf ägyptischem Boden stoßen sie bei ihrem Ziel auf eine Oase, die offensichtlich künstlich angelegt wurde. Im Wasser befinden sich Stufen. Jones taucht dort und stellt fest, dass sich unter Wasser der Eingang zum Grab befindet. Gemeinsam mit Alistair begeben sie sich in den Eingang und gelangen in eine unterirdische Tempelanlage, in deren Hauptraum sie einen Zylinder finden, in dem sich der Stein der Weisen befinden muss. Plötzlich erscheint Sarducci, der den Sandsturm überlebt hat, und zwingt sie zur Herausgabe. Im Freien öffnen sie das Behältnis und Sarducci und sein italienischer Begleiter entnehmen dem Zylinder einen länglichen Stab, der tatsächlich Metallgegenstände in Gold verwandelt. Damit soll den Faschisten eine enorme Geldquelle für ihre politischen Ziele zur Verfügung gestellt werden. Die Freude ist jedoch nicht von langer Dauer, denn der Stab beginnt die Haut der beiden, da sie den Stab mit bloßen Händen berührt haben, zu verbrennen. Die beiden Italiener lösen sich schließlich vollständig auf. Alistair Dunstin, der inzwischen bereut, dass er sich auf die Seite der Faschisten gestellt hat, nimmt den Stab an sich, verstaut ihn wieder im Zylinder und bringt ihn zurück in den Tempel – wohl wissend, dass er dadurch sterben wird. Damit hofft er, dass das Geheimnis um den Stein der Weisen auch in Zukunft ein Geheimnis verbleibt.
Bei seiner Rückkehr behauptet Jones, dass die Expedition erfolglos war und sie keinen Hinweis auf die tatsächliche Existenz des Steins der Weisen gefunden haben. Nach Sarduccis Tod hat sich Mussolini allerdings dazu bereit erklärt, den Kristallschädel zu verkaufen. Jones begibt sich zur Abholung mit Marcus Brody, der einen Koffer voller italienischer Lira bei sich trägt, in Rom ins Museum. Dort erfahren sie allerdings zu ihrer Überraschung und großen Enttäuschung, dass der Kristallschädel in der Zwischenzeit von Unbekannten gestohlen worden ist.

## Ausgaben
- Max McCoy: Indiana Jones und der Stein der Weisen, übersetzt von Bettina Zeller. Goldmann, München 1997, ISBN 3-442-43535-8.